# Čižice
Čižice är en ort i Tjeckien.   Den ligger i regionen Plzeň, i den västra delen av landet, 90 km sydväst om huvudstaden Prag. Čižice ligger 352 meter över havet och antalet invånare är 426.
Terrängen runt Čižice är huvudsakligen platt, men söderut är den kuperad. Runt Čižice är det ganska glesbefolkat, med 32 invånare per kvadratkilometer. Närmaste större samhälle är Plzeň, 11,1 km norr om Čižice. I omgivningarna runt Čižice växer i huvudsak blandskog.